# 宏子先生の動物クリニック
宏子先生の動物クリニック（ひろこせんせいのどうぶつクリニック）は文化放送他で放送している番組。2003年10月4日放送開始。2012年12月30日の放送をもって放送休止。
リスナーからのペットに関する質問や、ペットに関するエピソード、ペットとの付き合い方を紹介していく。
提供スポンサーは、2006年9月までは、日本ヒルズ・コルゲート。2006年10月～2010年9月までは、共立製薬の一社提供だった。
その後半年間スポンサーなしの状態となり、2011年4月からはメリアル社とテルモがスポンサーとなっている。

## 放送時間
- 文化放送
  - 2003年10月 - 2004年3月 土曜18:45 - 19:00
  - 2004年4月 - 2004年9月 土曜8:45 - 8:55（「サタデーネクスト! なるほどひざポン!!」内）
  - 2004年10月 - 2005年3月 日曜6:45 - 6:55
  - 2005年4月 - 2006年3月 日曜14:45 - 14:55（「大野勢太郎の日曜昼型ラジオ」内）
  - 2006年4月 - 2009年9月 日曜11:30 - 11:40（「千田正穂のありがとう!」内）
  - 2009年10月 - 2012年12月 日曜14:40 - 14:50（「三四六・吉井歌奈子 TOKYO CHEERS」→「グッチ裕三 日曜うまいぞぉ!」内）

※土曜夜の放送時代は日本シリーズやプロ野球開幕戦と重なった場合は、放送休止や放送日変更となっていた。また、日曜の放送時代は全日本大学駅伝（2006年・2007年）や東京国際女子マラソン（2005年）と重なると休止になっている。
※2008年11月2日は、13:50 - 14:00に、放送時間を変更した（全日本大学駅伝実況中継の影響によるもの）。
- ラジオ大阪　
  - 2007年10月 - 2009年9月 土曜11:30 - 11:40

## 出演者

### パーソナリティ
- 清水宏子（獣医師・イラストレーター）

### アシスタント
- 野村邦丸（2003年10月～2004年3月）
- 寺島尚正・太田英明（2004年4月～2005年3月）
- 大野勢太郎（2005年4月～2006年3月）
- 千田正穂（2006年4月～2007年9月）
- 鈴木光裕（2007年10月～2012年12月）